# 西谷大
西谷 大（にしたに まさる、1959年 - ）は、日本の考古学者、国立歴史民俗博物館教授・館長。専門は中国考古学。

## 来歴
京都府生まれ。1984年熊本大学文学部史学科卒、1986年同大学院文学研究科修士課程修了(考古学専攻)単位取得退学。天津師範大学、中山大学人類学系留学を経て、1989年国立歴史民俗博物館助手となる。2004年助教授、2007年准教授、2012年教授、2020年館長。総合研究大学院大学文化科学研究科日本歴史研究専攻教授併任。
主として中国の人と自然と食の関係について研究している。1999年より中国・海南島のリー族の村で、また2003年からは雲南省紅河哈尼族彝族自治州でも、棚田や市場を中心とした自然利用の調査をおこなっている。

## 著書
- 『食は異なもの味なもの 食から覗いた中国と日本』(歴博ブックレット) 歴史民俗博物館振興会, 2001
- 『食べ物と自然の秘密』(自然とともに) 小峰書店, 2003
- 『多民族の住む谷間の民族誌 生業と市からみた環境利用と市場メカニズムの生起』角川学芸出版, 2011
- 『雲のうえの千枚ダム 写真紀行 中国雲南・大棚田地帯』 (キオクのヒキダシ) 著・写真. 社会評論社, 2017

### 共編著
- 『模型で見る歴史のドラマ ジオラマのできるまで』 (おもしろ発見歴博シリーズ) 設楽博己共著, 国立歴史民俗博物館 監修. 歴史民俗博物館振興会, 1999
- 『ものが語る歴史 よみがえる漢王朝 企画展示』 (おもしろ発見歴博シリーズ) 仁藤敦史共編著, 国立歴史民俗博物館 監修. 歴史民俗博物館振興会, 1999
- 『見るだけで楽しめる!ニセモノ図鑑 贋造と模倣からみた文化史』 (視点で変わるオモシロさ!)編著. 河出書房新社, 2016